# Saturn Award voor beste internationale film
Dit is een lijst voor winnaars van een Saturn Award in de categorie Beste internationale film.
| jaar | Film                      |
| ---- | ------------------------- |
| 2006 | Pan's Labyrinth           |
| 2007 | Eastern Promises          |
| 2008 | Let the Right One In      |
| 2009 | District 9                |
| 2010 | Monsters                  |
| 2011 | The Skin I Live In        |
| 2012 | Headhunters               |
| 2013 | Big Bad Wolves            |
| 2014 | The Theory of Everything  |
| 2015 | Turbo Kid                 |
| 2016 | The Handmaiden            |
| 2017 | Baahubali: The Conclusion |